# Johannes Hintze
Pour les articles homonymes, voir Hintze.
Johannes Hintze (né le 5 juillet 1999 à Brandenburg an der Havel) est un nageur allemand, spécialiste des 4 nages.

## Carrière
Il bat en 2017 le record du monde junior du 200 m 4 nages en 1 min 59 s 03, et remporte à cette occasion la médaille d'or aux Championnats du monde juniors de natation 2017.